# Ромски језик
Ромски језик (ром. rromani ćhib), или цигански језик, један је од неколико језика Рома и спада у индоаријску групу индоевропских језика. По -Ethnologue}-, седам варијанти ромског језика је довољно различита да се могу сматрати одвојеним језицима. Највеће су влашки ромски (око 500.000), балкански ромски (око 600.000) и синти ромски (око 300.000). Неке ромске заједнице говоре помијешаним језиком који је настао на основу околних језика са вокабуларом задржаним из ромског језика – ти језици су у лингвистици познати као параромске варијанте, и чешће су од самих дијалеката ромског језика.
Разлика између различитих сорти може бити велика као, на примјер, између различитих словенских језика.

## Име
Говорници ромског језика обично језик називају řomani čhib (ромски језик) или řomanes (на ромски начин). Називи су настали од ромске ријечи řom, што значи „припадник (ромске) скупине“ или „муж“.

## Ромски језик у Србији
Октобра 2005. године објављена је прва граматика ромског језика у Србији, коју је написао лингвиста Рајко Ђурић под насловом „Gramatika e Rromane čhibaki - Граматика ромског језика“.
Године 2011. године Бајрам Халити је објавио „Српско-ромски речник“ у издању Издавачке куће Прометеј, Нови Сад.

## Слова
| Слово | Фонема | Пример              |
| ----- | ------ | ------------------- |
|       |        | (сада)              |
|       |        | (богат)             |
|       |        | (вуче)              |
|       |        |čačo (истина)            |
|       |        | (дечак)             |
|       |        | (река)              |
|       |        | (пас)               |
|       |        |ertimos (опроштај)          |
|       |        | (град)              |
|       |        |gadže (stranac)           |
|       |        |harmasari (пастув)            |
|       |        | (мрви)              |
|       |        | (ватра)             |
|       |        | (где)               |
|       |        |khamesko (сунчано)           |
|       |        | (добро)             |
|       |        | (човек)             |
|       |        | (име)               |
|       |        | (осам)              |
|       |        | (пече)              |
|       |        |phabaj (јабука)            |
|       |        |rakli (девојка)           |
|       |        | (злато)             |
|       |        |šukar (слатко/лепо/добро) |
|       |        | (шоља)              |
|       |        | (земља)             |
|       |        | (усна)              |
|       |        | (рођак)             |
|       |        | (мудар)             |
|       |        |zeleno (зелено)            |
|       |        |žoja (четвртак)          |